# Palazzo Terem
Il palazzo Terem, o palazzo Teremnoj (in russo Теремной дворец?, Teremnoj dvorec), è un palazzo situato nel Cremlino di Mosca. È stato la principale residenza degli zar russi durante il XVII secolo. Il proprio nome deriva dalla parola greca τερεμνον, che significa "residenza". Attualmente la struttura non è accessibile al pubblico, in quanto inclusa nel complesso del Gran Palazzo del Cremlino, la residenza ufficiale del presidente della Federazione Russa.
Il palazzo venne edificato tra il 1635 ed il 1637, ad opera di Bažen Ogurcov, Trefil Šarutin, Antip Konstantinov e Larion Ušakov. Questo piccolo edificio in mattoni rappresenta un'opera prima, la cui architettura si ispira alle tradizionali isbe russe in legno.
Il palazzo è alto cinque piani. L'acqua, le forniture e il cibo erano conservati al piano terra; il primo livello era invece occupato dagli ateliers della zarina, dove erano confezionati i vestiti della famiglia reale. Il secondo piano comprendeva una sala da bagno, approvvigionata da una torre per l'acqua. Al terzo livello, con vista sul fiume, si incontravano gli appartamenti dello zar, una camera da letto, una sala per le preghiere, la sala del trono e la sala dello scrittoio. Di fronte a questo si trovava una cassa destinata a raccogliere le petizioni. L'ultimo piano all'interno del tetto ospita la sala dove veniva convocata la Duma dei Bojari.

## Storia e descrizione

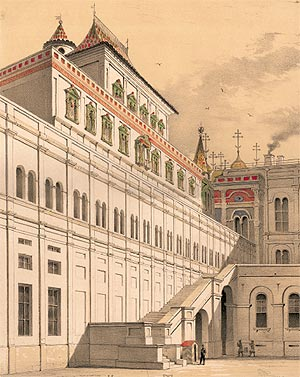
Facciata del palazzo Terem, metà del XIX secolo.

Il palazzo Terem, con la propria mole solenne risulta ruotato come un'ala dell'edificio principale del Gran Palazzo. Di conseguenza, si trova oltre il limite vietato al pubblico del complesso, e non può essere visitato a partire dall'esterno. È possibile comunque intravedere i suoi piani superiori ed il tetto dall'esterno delle mura, da Ovest, nelle vicinanze della Biblioteca Statale Russa.
All'epoca della sua costruzione, negli anni 1635-1636, il palazzo Terem rappresentò uno dei primi edifici residenziali costruiti in pietra all'interno del Cremlino di Mosca. L'edificio completava gli appartamenti reali costruiti nel 1508 e localizzati sul sito attualmente occupato dall'edificio centrale del Gran Palazzo. Dopo la sua costruzione venne utilizzato come residenza dallo Zar Michele I e dalla sua famiglia.
Al contrario degli appartamenti reali costruiti nel primo decennio del XV secolo, il palazzo Terem venne progettato esclusivamente da architetti russi: Antip Konstantinov, Bažen Ogurcov, Trefil Šarutin e Larion Ušakov.
Una particolarità dell'edificio è rappresentata dal fatto che, al di sopra di un antico edificio che già faceva parte del palazzo, siano stati costruiti un totale di cinque piani. Ciò spiega la differenza ben visibile intercorrente tra la parte bassa e quella alta della facciata del Palazzo: architettonicamente molto attraenti risultano i tre livelli superiori, con la curiosa decorazione pittorica a scacchiera e coronati da una copertura tipica per gli edifici di rappresentanza russi del XVII secolo. Oltre questo, si erge una piccola torre decorativa, prevalentemente utilizzata, in origine, come torre di osservazione.

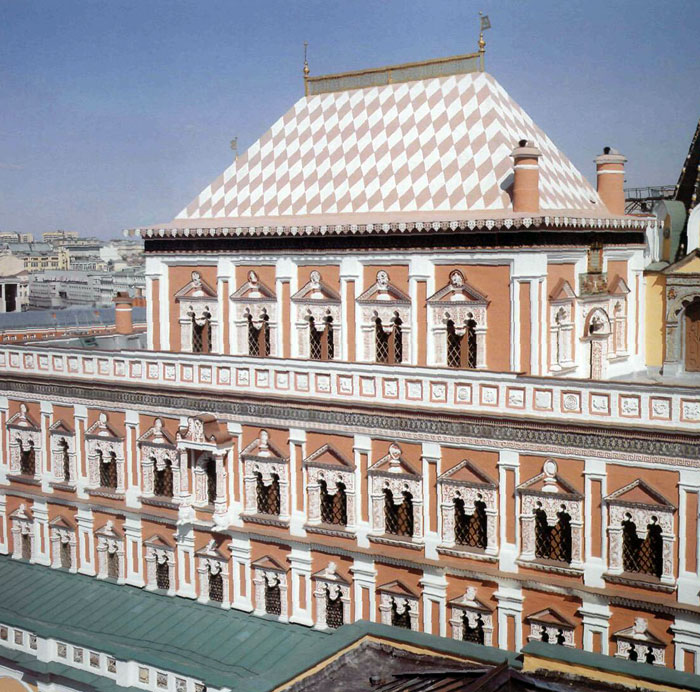
I piani superiori del palazzo Terem oggi.

Le pareti esterne, riccamente decorate, sono dipinte di rosso, giallo e arancio. Le raffinate finestrature bianche sono artisticamente scolpite e decorate da intagli rossi.
Il palazzo Terem ha svolto funzione di residenza degli zar fino alla fine del XVII secolo, quando la capitale dell'Impero russo venne trasferita da Mosca a San Pietroburgo. In seguito, l'edificio, così come altri luoghi del Cremlino di Mosca, cadde in disuso. Dopo il 1753, venne progettata, ad opera di Francesco Bartolomeo Rastrelli, una nuova residenza imperiale da inserire in luogo delle antiche camere: il palazzo Terem divenne così l'alloggio per i funzionari del nuovo palazzo. Durante il XIX secolo, quando già il palazzo era divenuto parte del complesso del Gran Palazzo del Cremlino, divenne sede di un archivio.

## Interni

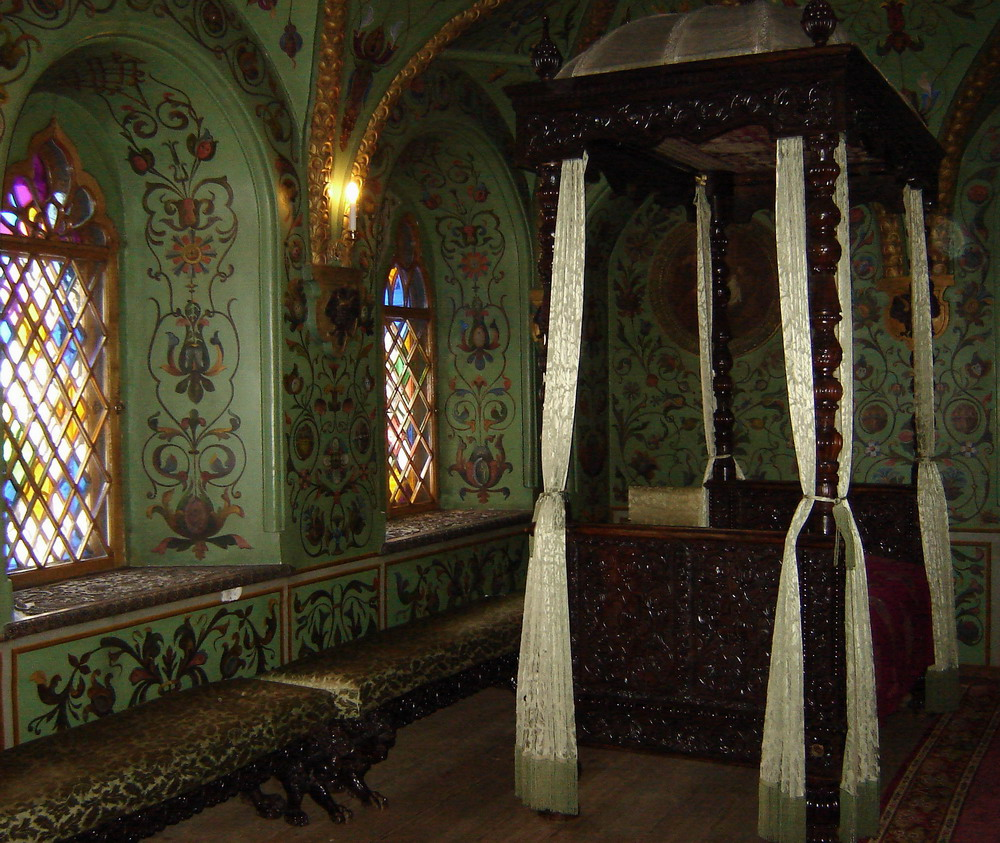
Camera dello Zar nel palazzo dei Terem.

L'antico ingresso da cerimonia del palazzo Terem era ubicata in corrispondenza dell'edificio di Konstantin Thon, in corrispondenza dell'attuale salone di San Vladimiro. Una ricostruzione degli arredi originali può oggi essere ammirata ai due piani superiori, inizialmente occupati rispettivamente dallo zar e dai suoi figli. Il terzo piano ospitava, fino alla fine del XVII secolo, la sala da bagno e le camere da letto, mentre i due piani inferiori erano utilizzati esclusivamente come locali di servizio.
Una delle più belle sale del palazzo è chiamata Salone d'Oro in russo Золотая комната?, Zolotaja komnata), utilizzata come studio dallo zar. Questa sala deve il nome al rivestimento delle sue pareti e delle volte, che consisteva in uno strato continuo di pittura dorata con raffigurazioni di flora e fauna. Nella stessa sala si trovava in passato il trono dello zar e venivano ricevuti gli alti funzionari ed i boiardi. Una delle finestre del salone d'Oro serviva, nel XVII secolo, a trasmettere allo zar gli appelli e le petizioni scritte, che potevano essere depositate in una cassa destinata appositamente allo scopo e incastrata appunto in tale finestra.
Altra stanza degna di nota è la camera da letto (in russo Опочивальня?, Opočival'nja) dello zar, sistemata al quarto livello. Le pareti presentano toni di verde chiaro e sono decorate con rappresentazioni stilizzate di piante alternate a medaglioni in rilievo a carattere biblico.
Il quinto ed ultimo livello del palazzo Terem venne originariamente concepito come residenza per i figli dello zar e fu utilizzato in seguito per ospitare in grandi incontri coi boiardi. Localizzato direttamente al di sotto del tetto a falde inclinate, il piano è leggermente più stretto rispetto a quelli inferiori e si presenta come una galleria voltata. La sala maggiore è chiamata Teremok (in russo Теремок?).
Elemento caratterizzante di tutte le sale di rappresentanza del palazzo Terem è la presenza di affreschi sulle pareti e sulle volte, così come l'inserimento di vetrate multicolore. Gli affreschi risalgono agli anni Settanta dell'Ottocento e furono eseguiti dall'accademico d'arte Fëdor Grigor0evič Solnzev in luogo delle pitture originali, distrutte durante il grande incendio appiccato durante la Campagna di Russia di Napoleone. Allo stesso modo le finestre colorate risalgono al XIX secolo, in sostituzione delle più antiche finestre di mica.

## Le chiese di palazzo

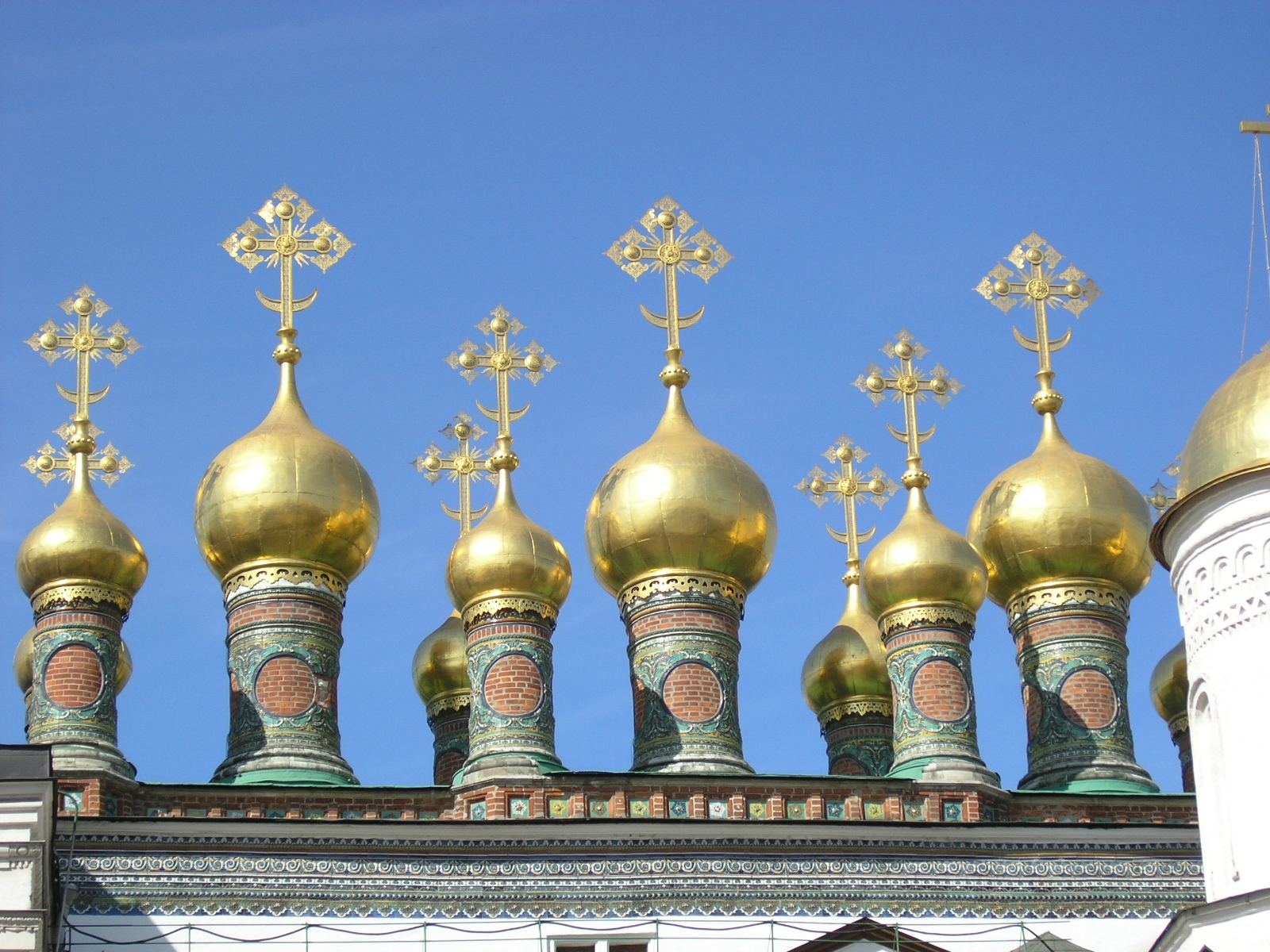
Torri delle chiese di palazzo.

Il palazzo Terem include anche cinque piccole chiese di palazzo, costruite a fronte dello stesso durante gli stessi anni. Sono riconoscibili dall'esterno per undici piccole torri coronate da cupole dorate, chiaramente visibili già dalla piazza della cattedrale.

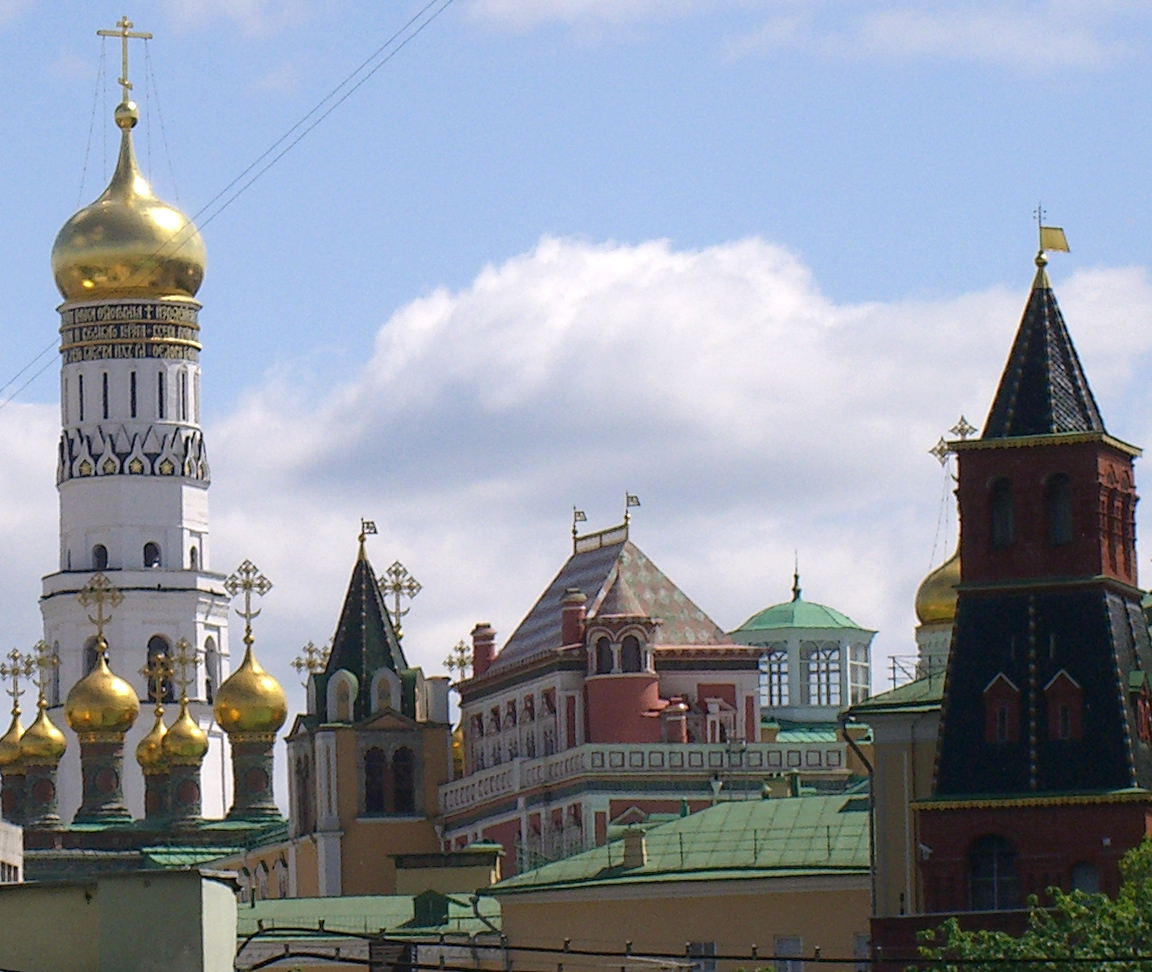
Piani superiori del Palazzo Terem e torri delle chiese di palazzo oggi.

La chiesa palaziale più antica è la chiesa della vergine/chiesa della Natività (in russo Церковь Рождества Богородицы?, Cerkov' Roždestva Bogorodicy), progettata nel 1514 dall'architetto italiano Aloisio il Nuovo in luogo di una preesistente chiesa in legno risalente al 1360. Originariamente era dotata di tre torri, ma una ristrutturazione risalente al 1684 ne lasciò in piedi solamente una. Questa chiesa è conosciuta soprattutto per essere il luogo dove lo scrittore Lev Tolstoj contrasse matrimonio, nel 1862, con la sua sposa di origini tedesche Sofia Bers.
La chiesa di Caterina (in russo Екатерининская церковь?, Ekaterinskaja cerkov) venne costruita nel 1627, principalmente sotto la direzione dell'architetto tedesco Jan Thaler. Attualmente non è possibile vederla dall'esterno, dopo che alcuni decenni a seguire venne inglobata nella chiesa della Resurrezione (in russo Воскресенская церковь?, Voskresenskaja cerkov).
La chiesa superiore del Redentore (in russo Верхоспасская церковь?, Verchospasskaja cerkov) sorse insieme al Palazzo Terems, mentre al di sopra di questa venne costruita la chiesa della Crocifissione (in russo Распятская церковь?, Raspjatskaja cerkov) nel 1682.